# Unbestellte Lieferung
Eine unbestellte Lieferung liegt vor, wenn ein Unternehmer einem Verbraucher Waren zusendet oder sonstige Leistungen anbietet, die dieser nicht bestellt hat, ihm also ohne zurechenbare Aufforderung zugehen.

## Rechtsfamilien
Weltweit lassen sich die Konstellationen zur rechtlichen Lösung des Problems in zwei große Gruppen einteilen: zum einen in Rechtsordnungen, bei denen ein Rückforderungsanspruch umfassend ausgeschlossen ist, zum anderen in solche, bei denen dem Sender wenigstens die Vindikation des Gegenstandes bleibt. Umstritten ist die Frage im Rahmen von Art. L122-3 des französischen Code de la consommation

### Rechtsordnungen mit Ausschluss der Rückforderung
Hierzu zählen die Vereinigten Staaten, England und Wales (Reg. 24 Consumer Protection (Distance Selling) Regulations 2000), Portugal (Art. 15 Abs. 1 Decreto-Lei no. 272/87 vom 3. Juli 1987 und Art. 13 Abs. 1 Decreto-Lei no. 57/2008), Dänemark (§ 8 Lov om visse forbrugeraftaler Nr. 451 vom 9. Juni 2004) und Belgien (Art. 76 Loi sur les pratiques du commerce et sur l’information et la protection du consommateur vom 14. Juli 1991).

### Rechtsordnungen mit Vindikationsanspruch
Die wichtigsten Rechtsordnungen, die dem Sender einen Vindikationsanspruch einräumen, sind Österreich und die Schweiz. In Österreich wird dies konstruktiv dadurch gelöst, dass nach § 864 Abs. 2 ABGB der Gebrauch der Sache nicht als Annahme gilt, in der Schweiz, indem nach Art. 6a OR schon die Antragsqualität der Zusendung verneint wird. Weder in Österreich noch in der Schweiz hat der Empfänger eine Rücksendungs- oder Aufbewahrungspflicht. Eine Benachrichtigungspflicht besteht nur bei offensichtlich irriger Zusendung. Da der Versender jedoch Eigentümer bleibt (allerdings wurde im Schweizer Gesetzgebungsprozess eine Dereliktion vermutet), kann er die Sache herausverlangen.